# Casa de la Caridad de Barcelona
La Casa de caridad es un edificio situado en la calle de Montealegre de Barcelona. En la actualidad parte del edificio lo ocupa el Centro de Cultura Contemporánea de Barcelona (CCCB). Acoge exposiciones fijas dedicadas a diversos estilos artísticos que van desde la fotografía a la escultura, pasando por la pintura o los frescos.
Funcionó como casa de caridad desde su creación en 1803 hasta el año 1957.

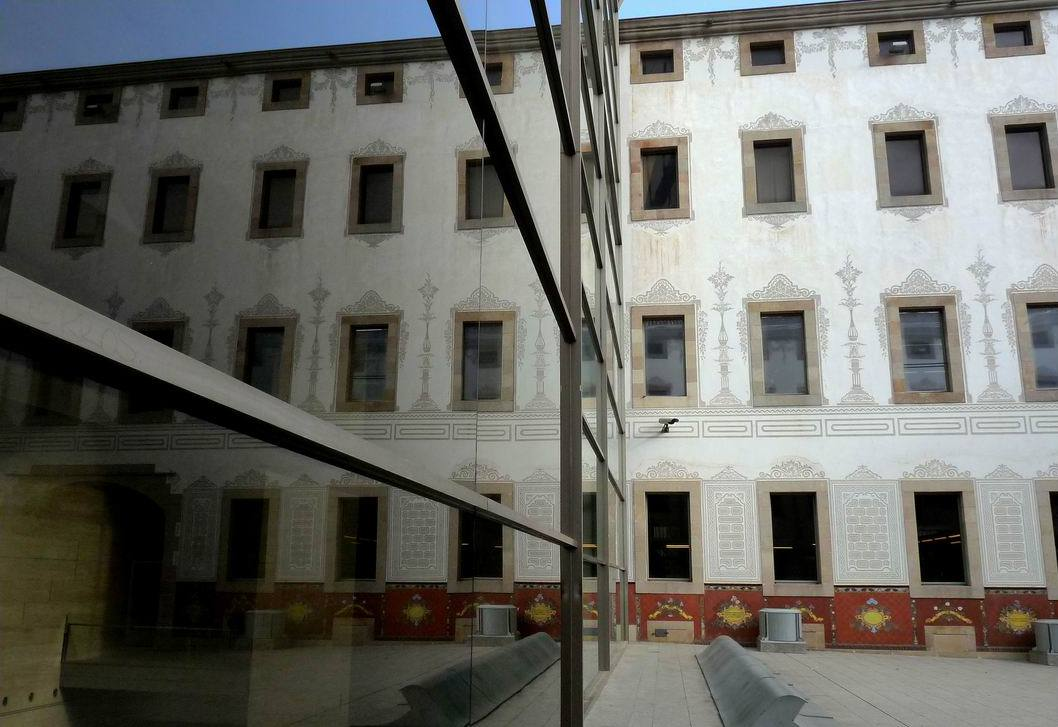
Casa de Caridad, Patio de las Mujeres

## Historia
La guerra con Inglaterra redujo Barcelona a la miseria. Así fue que en 1799 el duque de Lancaster dispuso una recolecta general para invertir su producto en un fondo público destinado a la caridad. Terminada la guerra quedó un fondo de 43 225 libras diecinueve sueldos y cuatro dineros, esto es, 42 840 libras en vales reales y las restantes en efectivo. La misma Junta presidida por el Capitán general determinó la construcción de la Casa de caridad. Al efecto y en virtud de real orden de 16 de noviembre de 1803 se encargó la propia Junta de la casa hospicio de hombres, pagando a la de Misericordia la cantidad de 19 865 libras, quince sueldos y tres dineros en que se hallaba atrasada; 12 000 libras por obras que debieron hacerse en la Misericordia separada ya del Hospicio y además para la manutención por espacio de cuarenta y ocho días a los pobres de dicho establecimiento, hasta que tuvieron habilitadas todas sus oficinas, cuyas sumas junto con otros gastos ascendieron a unos 25 000 duros sin contar con todas las rentas, arbitrios, ropas y utensilios que existían propios del Hospicio. Todo fue cedido a la Casa de Misericordia.

## Organización de la casa
En 1803 se principió el establecimiento que estaba dividido en departamentos:
- el de hombres comprendía a todos los varones mayores de cinco años. Los niños, fatuos, tullidos y decrépitos, estaban en cuadras separadas;
- el de mujeres, contaba con las mismas separaciones que el de los hombres. La enseñanza de las labores se hallaba sometida a las hermanas quienes instruían a las niñas en labores como hacer media, coser el vestuario de todos los pobres albergados en dicho establecimiento, camisas con toda la perfección posible, camisolines, pañuelos y otras prendas para varios particulares. Bordaban toda clase de ropa susceptible de realizarlo, con hilo, ya fuera bordado o plateado, seda, al realce, así como cuadros, alfombras, etc. Zurcían, remendaban, planchaban, hacían encajes, hilaban a máquina y fabricaban alpargatas. Al alcanzar los catorce años de edad se les hacía asistir a la cocina de las hermanas, único punto donde podían aprender a guisar.

A mediados del siglo XIX, además se hallaban al cuidado de las hermanas más de mil entre mujeres y niñas y entre las cuales se contaban unas cien simples y ochenta decrépitas. Había en la casa dos sacerdotes empleados en enseñar la doctrina cristiana y los principios de su moral. Tenía además una escuela particular en la que se instruía en lectura, escritura, aprender a contar, gramática castellana, geografía y principios de urbanidad en la cual se enseñaba a cuatrocientos sesenta niños. La escuela de niñas desde su creación la costeaba en su mayor parte un benefactor, que cuidaba de inspeccionarla, además de quienes componían la comisión de escuelas de la casa en la cual se les enseñaba de lectura , escritura, aritmética, gramática castellana, religión y urbanidad, en cuyas primeras clases, asistían 321 niñas. 
Además de la renta y de las asistencias del Gobierno contaba la Casa con los recursos siguientes: una rifa semanal, los bailes de máscaras, recaudadores del principado, limosnas, los baños de mar, las letrinas y la industria de la casa que consistía en la fábrica de hilados y tejidos de algodón. Estaba dirigida por una Junta de gobierno, presidida por un Corregidor, ocho vocales, un secretario, un tesorero y un contador.